# James Leroy Bondsteel
James Leroy Bondsteel (ur. 18 lipca 1947 w Jackson, zm. 9 kwietnia 1987 nieopodal Wasilli) – amerykański wojskowy, weteran wojny wietnamskiej.

## Życiorys
Od 1965 do 1985 roku Bondsteel służył w 1 Dywizji Piechoty, dosłużył się stopnia Master Sergeant; w latach 1969–1970 uczestniczył w wojnie wietnamskiej. Po przejściu na emeryturę zamieszkał w Houston na Alasce. Zginął 9 kwietnia 1987 nieopodal miejscowości Wasilla, przyczyną śmierci był wypadek drogowy. Bondsteel został pochowany na Cmentarzu Narodowym Fort Richardson.

## Upamiętnienie i odznaczenia
Został odznaczony Medalem Honoru przez prezydenta Richarda Nixona. Na cześć Bondsteela wzniesiono pomnik w parku pamięci Alaska Veterans Memorial, a także nazwano Camp Bondsteel – główną amerykańską bazę na terenie Kosowa.